# Harald Inhülsen

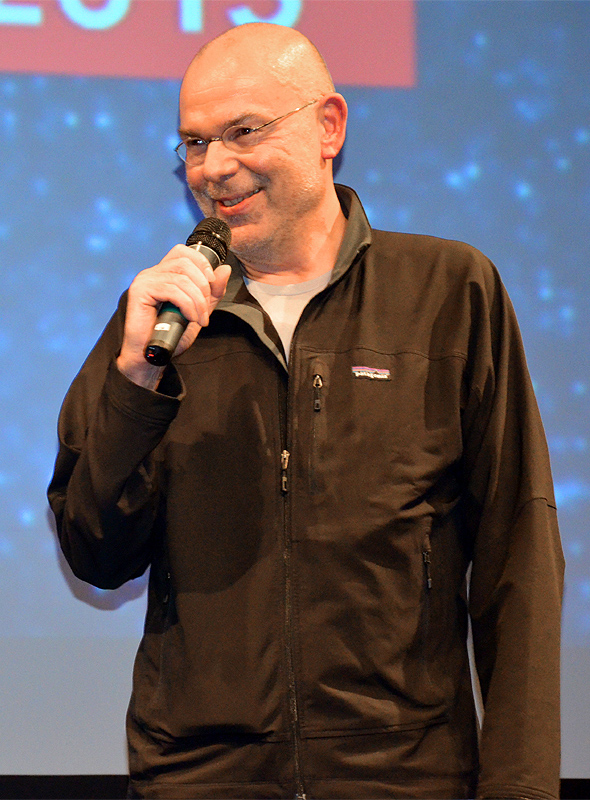
Harald inHülsen 2015 in Hannover bei der Eröffnung des up-and-coming Filmfestivals im Kulturzentrum Pavillon

Harald Inhülsen (auch inHülsen oder in Hülsen; geboren 26. Juni 1951; gestorben 20. Mai 2017) war ein deutscher Musikjournalist und künstlerischer Leiter des up-and-coming-Filmfestivals.

## Leben
Inhülsen studierte Kunstpädagogik und freie Kunst an der HBK Braunschweig.
1976 gründete er in Braunschweig den ersten Iggy-Pop-Fanklub in Deutschland und veröffentlichte mit Mechthild Hoppe das Fanzine Honey, That Ain’t No Romance.
Er drehte Experimentalfilme wie D. o. A. (Death on Arrival) oder K NO W, einen Film über die Berliner Punkszene, und wirkte 1978/79 als Darsteller in dem  für den Bundesfilmpreis nominierten Experimentalfilm Capsule von Job Crogier mit.
Ab 1978 verfasste er zahlreiche Artikel und Plattenkritiken für den Musikexpress, für Sounds und Spex und arbeitete bis 1993 als Autor und freier Musikjournalist für Print und Hörfunk.
Diedrich Diederichsen bezeichnete ihn als „große[n] Underground-Forscher und ‑Dichter“.
Seit 1989 war er künstlerischer Leiter des Internationalen up-and-coming Filmfestivals Hannover, das seine Geschwister Karin und Burkhard Inhülsen 1982 als Schülerfilmfestival in Hannover gegründet hatten. Er initiierte Filmreihen und Projekte wie Wunden und Visionen der Megalopolen, CITYZOOMS und zuletzt shootingleibniz!.